# 텔루륨화 비스무트
텔루륨화 비스무트 (Bismuth telluride, Bi2Te3)는 회색의 분말성상을 지닌 비스무트와 텔루륨의 결합물이다. 원어명에 따라 비즈머트 텔루라이드 ([bÌzməθ tėljuráid])나 브스무트 텔루라이드로 표기하기도 한다.
텔루르화비즈무트는 안티모니와 셀레늄과 같은 물질로 합성된다. 위상적으로 절연성을 띄며 온도적으로 도체성인 물리적 성질을 갖고있다.  반도체나 전력원 역할을 하는 열전 물질로 분류되며, 특히 온도에 반응해 열에너지에서 전기 에너지로 변환이 가능한 매커니즘 특성도 갖고 있다. 이와 같은 열전 전도 방식은 냉각 기능 시스템의 중요한 근거가 되기도 하며, 관련 연구도 진행되고 있다.

## 같이 보기
- 열전 효과
- 위상절연체